# Irene Avaalaaqiaq
Irène Avaalaaqiaq, née en 1941, est une artiste canadienne inuite.
Orpheline dès son jeune âge, elle a grandi sous la tutelle d'autres membres de la communauté et a été initiée aux traditions orales et aux croyances spirituelles inuites, qui ont fortement influencé son travail artistique.

## Biographie
Née dans la zone de la rivière Kazan, elle habite à Baker Lake. Si elle produit quelques sculptures, elle est célèbre pour ses gravures et ses tapisseries. Avaalaaqiaq est l'une des artistes inuites les plus en vue du pays et l'une des membres les plus importants de la communauté artistique prolifique de Baker Lake, dans le nouveau territoire arctique canadien du Nunavut.

## Héritage et Impact
En tant qu'une des artistes inuites les plus influentes, Irene Avaalaaqiaq continue d'inspirer les nouvelles générations d'artistes autochtones. Son travail constitue un témoignage essentiel des traditions inuites et de leur adaptation à l'expression contemporaine.
Dès 1973, elle participe aux expositions de sa communauté dont elle devient vite une des représentantes. D'emblée, son style très reconnaissable se tourne vers la traduction du monde mythologique et des esprits. C'est ainsi qu'elle est, dès 1982, présente dans la grande exposition sur les traditions qui a fait sa tournée internationale de 1983 à 1985, et dans l'exposition internationale sur l'« Estampe Inuit » (Paris, 1980). En 1983, une exposition à l'UNESCO à Paris contenait quelques-unes de ses œuvres et elle a été exposée au Musée d'Arras en décembre 1987. Ses œuvres ont aussi été retenues pour illustrer l'article que la revue Trouvailles a consacré à l'art Inuit en 1988.
En 1989, ses tapisseries sont présentées à l'exposition « A l'ombre du soleil » qui fait l'ouverture du nouveau musée canadien des civilisations. Elle illustre également l'article de Maria Muehlen sur Quelques œuvres récentes de femmes de Baker Lake. La ville de Montréal fait figurer ses œuvres dans son exposition sur l'art aborigène contemporain du Canada, « Nouveaux Territoires, 350/500 ans après ». Elle figure également dans l'exposition « Women of the North », à la Galerie Marion Scott à Vancouver en 1992, où un catalogue lui est consacré en 1999.

## Conservation
Elle est aussi présente dans les plus importantes collections, telles que celles de la Winnipeg Art Gallery, du Ministère des Affaires Indiennes et du Nord, de la Banque d'œuvres d'art du Conseil des arts du Canada, du Musée canadien de l'histoire d'Ottawa, du Musée des beaux-arts de Montréal, du Musée national des beaux-arts du Québec, ainsi que dans les collections des familles Klamer, Amway et Mc Michael, de la Guilde de Montréal et du Musée d’Anthropologie de Vancouver.

## Style et Influence
Son art est reconnaissable par ses compositions symboliques et son emploi récurrent de personnages anthropomorphes et zoomorphes. Elle s'inspire des histoires racontées dans son enfance, donnant vie à des créatures surnaturelles et à des êtres hybrides, témoignant de la relation profonde des Inuits avec leur environnement et leur spiritualité.
L'art d'Irene Avaalaaqiaq est une fusion entre tradition et modernité. Son exploration des mythes et de la spiritualité inuit à travers des supports visuels la place parmi les grandes figures de l'art autochtone canadien.